# Mario Vázquez
Pour les articles homonymes, voir Vázquez.
 (octobre 2022).
Si vous disposez d'ouvrages ou d'articles de référence ou si vous connaissez des sites web de qualité traitant du thème abordé ici, merci de compléter l'article en donnant les références utiles à sa vérifiabilité et en les liant à la section « Notes et références ».
Mario Adrian Vázquez (né le 15 juin 1977) est un chanteur portoricain, originaire du Bronx à New-York. Il a participé à l'émission américaine American Idol, équivalant outre-Antlantique à la Nouvelle Star, lors de la quatrième saison.
Il a signé en août 2005 chez Arista Records et a sorti un premier single "Gallery", écrit par Ne-Yo ainsi qu'un album éponyme en septembre 2006.